# Торугарт
Торугарт (кирг. Торугарт кырка тоосу) — горный хребет Внутреннего Тянь-Шаня.
Торугарт простирается к востоку от Ферганского хребта вдоль киргизско-китайской границы.
Длина 64 км, ширина 20 км. Средняя высота 4500 м, максимальная высота 5108 м. На востоке понижается, превращаясь в плоскогорье. Дугообразные гребни гор слегка скошены в сторону юга.
Горные породы хребта состоят из сформировавшихся в позднем силуре песчаника, глины, сланца.
На северной стороне до 3600 м субальпийская и альпийская растительность, на южной — скудная растительность и сухие степи. Выше (с обеих сторон) — холодные пустыни и гляциально-нивальный пояс.
Ледники встречаются в основном на северной стороне хребта. С ледников берёт начало река Муз-Тёр (кирг. Муз-Төр).
На северной стороне хребта у подножья гор лежит Чатыр-Кёльская впадина с озером Чатыр-Кёль (кирг. Чатыр-Көл).
В восточной части хребта находится Торугартский перевал, являющийся важнейшим транспортно-логистическим коридором между Китаем и Кыргызстаном.